# Dray Sáp
Dray Sáp là một xã thuộc huyện Krông Ana, tỉnh Đắk Lắk, Việt Nam.

## Địa lý
Xã Dray Sáp nằm ở phía bắc huyện Krông Ana, có vị trí địa lý:
- Phía đông giáp xã Ea Bông
- Phía tây giáp tỉnh Đắk Nông
- Phía nam giáp xã Ea Na
- Phía bắc giáp thành phố Buôn Ma Thuột.

## Hành chính
Xã Dray Sáp được chia làm 4 thôn: Dray Sáp, Đoàn Kết, Đồng Tâm, Ana và 4 buôn: Ka La, Tuôr A, Tuôr B, Kuốp.

## Lịch sử
Xã Dray Sáp được thành lập vào ngày 29 tháng 8 năm 2003 trên cơ sở 3.950 ha diện tích tự nhiên và 8.049 nhân khẩu của xã Ea Na.

## Kinh tế - xã hội

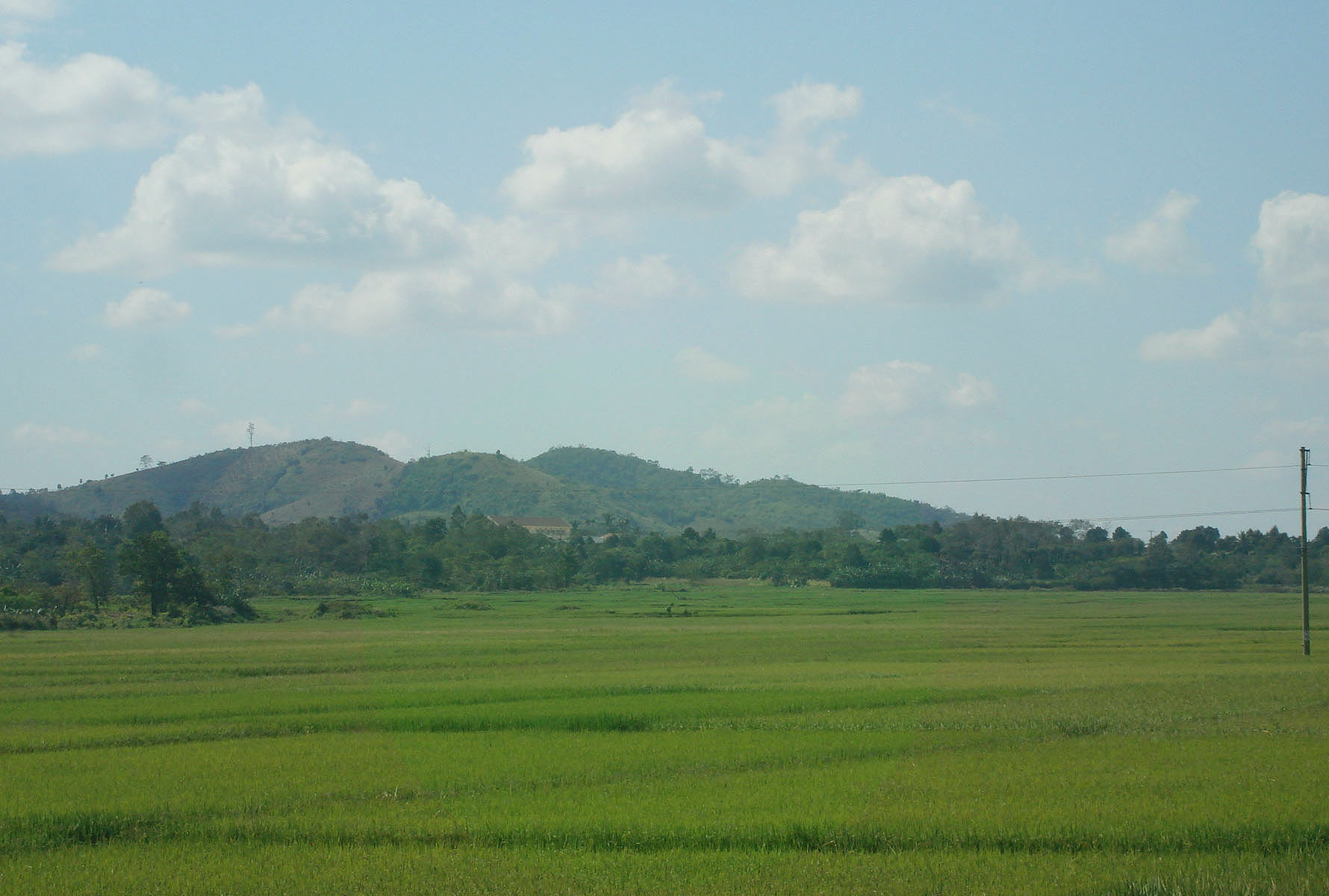
Một cánh đồng trên địa bàn xã Dray Sap

Trên địa bàn xã có 11 dân tộc cùng sinh sống, địa hình thuận lợi về giao thông. Về du lịch địa bàn có một thác nước đẹp dùng cho vui chơi vào các ngày lễ.
Cây nông nghiệp chủ yếu lúa nước, cà phê, tiêu, điều...
Trên địa bàn xã còn có Nhà máy thủy điện Buôn Kuốp với 2 tổ máy công suất 280MW của Tập đoàn Điện lực Việt Nam.

## Du lịch
- Thác Đray Nur
- Thác Gia Long